# Ettore Mendicino
Ettore Mendicino (Milano, 11 febbraio 1990) è un calciatore italiano, attaccante svincolato.

## Carriera
Nato a Milano da padre calabrese, esattamente di Pallagorio (KR), è cresciuto nelle giovanili della Lazio, fino alla categoria Primavera.
Durante la stagione 2007-2008 in alcune occasioni il tecnico Delio Rossi lo ha aggregato alla prima squadra, non collezionando presenze in incontri ufficiali. Durante il ritiro del 2008 invece è stato impiegato nelle amichevoli contro il Liverpool e il Porto.
Esordisce in Serie A l'8 febbraio 2009, tre giorni prima di compiere 19 anni, quando il tecnico Rossi lo fa entrare al posto di Ledesma nella partita contro la Fiorentina allo Stadio Artemio Franchi. L'esordio da titolare è avvenuto alla trentaseiesima giornata nella trasferta al Renzo Barbera contro il Palermo (sconfitta per 2-0).
Nella stessa stagione, con la formazione biancoceleste, pur non disputando nemmeno un incontro, ha vinto la Coppa Italia, e durante Lazio-Reggina (1-0) è arrivato il suo esordio allo Stadio Olimpico.
Il 31 maggio 2009 subentra a Simone Del Nero nell'intervallo tra primo e secondo tempo contro la Juventus. Nella prima stagione da professionista totalizza 4 presenze, tutte in Serie A, e vince anche la Coppa Italia.
Il 27 agosto 2009 viene ufficializzata la sua cessione in prestito al Crotone. Esordisce due giorni dopo, nella partita casalinga, pareggiata per 0-0, contro il Brescia, subentrando, al 62', a Nicola Petrilli. Il 5 gennaio 2010 segna il suo primo gol in Serie B, siglando al 96' il pareggio contro il Cittadella per l'1-1 finale. Conclude la sua prima stagione in Serie B con 23 presenze totali nelle quali mette a segno 2 reti.
Durante il calciomercato estivo del 2010 viene ceduto all'Ascoli in prestito con diritto di riscatto sulla metà del cartellino fissato a 1,5 milioni di euro. Con la squadra marchigiana esordisce il 15 agosto nel secondo turno di Coppa Italia contro il Lumezzane siglando il primo goal della partita dopo appena sei minuti di gioco. L'esordio in campionato, invece, avviene il 22 agosto nella trasferta di Grosseto. Nella sfida interna contro il Vicenza realizza due reti all'89' ed al 91' che permettono ai marchigiani di rimontare il gol vicentino e vincere 2-1. Con l'Ascoli totalizza 25 presenze nelle quali sigla 4 reti.
Il 1º luglio 2011 fa il suo ritorno alla Lazio, ma il giorno 8 dello stesso mese viene trovato l'accordo con il Gubbio per un prestito con diritto di riscatto ad 1,5 milioni di euro per la comproprietà. Segna il suo primo gol con la nuova maglia alla seconda giornata di Serie B contro l'Ascoli, partita che finirà 3 a 2 per l'Ascoli. Firma il suo secondo gol il 10 settembre 2011 contro la Reggina, partirà che finirà 3 a 1 per i calabresi. Conclude il prestito al Gubbio anticipatamente totalizzando appena 16 presenze condite da 2 gol.
Il 27 gennaio 2012 il club biancoceleste, dopo aver risolto il contratto di prestito con il Gubbio, lo cede al Taranto, militante nella Lega Pro Prima Divisione, con la formula del prestito con diritto di riscatto per la comproprietà. L'esperienza nel club ionico non è una delle migliori totalizzando appena 7 presenze dove non sigla nessun gol.
Nell'estate del 2012 torna nuovamente alla Lazio, dopo che il Taranto ha rinunciato al diritto di riscatto per la comproprietà dell'attaccante milanese. Nel club biancoceleste vi rimane fino a gennaio come fuori rosa.
Il 4 gennaio 2013, dopo aver vissuto sei mesi come fuori rosa, Mendicino accetta il trasferimento in prestito al Como, formazione di Lega Pro Prima Divisione. Esordisce, con la nuova maglia, due giorni dopo nella trasferta contro il San Marino, partita persa per 3-0. Il 20 gennaio 2013, alla sua prima presenza da titolare con la maglia lariana realizza una doppietta contro la Tritium, la partita verrà vinta proprio dal Como per 4-0. Va a segno anche nella giornata successiva contro il Portogruaro, partita finita 2-2. Il 12 maggio 2013 ottiene la salvezza con il Como all'ultima giornata di campionato, vincendo per 2-1 contro il Carpi.
Il 4 luglio 2013, la Salernitana ufficializza l'acquisizione del calciatore, in prestito dalla Lazio. Fa il suo esordio, con la maglia granata, il 2 ottobre 2013 nel primo turno di Coppa Italia Lega Pro contro il Messina, turno superato solo dopo i calci di rigore. Trova il primo gol con la nuova maglia il 16 novembre successivo nel pareggio per 2-2 contro il Catanzaro; Mendicino firma il 2-2 finale, 21 secondi dopo la sua entrata in campo al minuto 84. La domenica successiva, durante la sfida casalinga contro il Frosinone, segna il gol vittoria con una girata capolavoro. Il 22 febbraio 2014 mette a segno la sua prima doppietta con la maglia granata, in occasione della vittoria per 5-0, in trasferta, contro il Viareggio. Il 16 aprile 2014 vince, insieme alla Salernitana, la Coppa Italia Lega Pro ai danni del Monza.
Il 16 luglio 2014, la Salernitana comunica di aver rinnovato l'accordo con il giovane attaccante. Il 2 novembre 2014, in occasione della trasferta contro il Matera, diviene lo sfortunato protagonista di un grave scontro di gioco; colpito alla testa durante un'azione di gioco, è svenuto ed è stato trasportato all'ospedale. Dopo l'incidente, le due squadre sono tornate negli spogliatoi in attesa di notizie sulle condizioni del giocatore. Lo staff e i calciatori vengono poi tranquillizzati sulle condizioni, non gravi, del giocatore e la gara, sospesa per 15 minuti, è ripresa regolarmente per poi concludersi con la vittoria, per 2-1, della Salernitana. Torna in campo il 26 novembre successivo, negli ottavi di Coppa Italia Lega Pro persi, per 1-0, contro il Cosenza. Il 25 aprile 2015, insieme al club granata, conquista la Serie B.
Il 12 luglio 2015 viene ceduto, a titolo definitivo, alla Robur Siena. L'esordio arriva due giorni più tardi in occasione del pareggio esterno, per 0-0, contro il Prato in Coppa Italia Lega Pro. Il primo gol arriva il 30 agosto successivo nella vittoria, per 3-2, in Coppa Italia Lega Pro contro la Lupa Roma firmando il momentaneo 2-2.
Il 1º febbraio 2016 viene ceduto, in prestito, all'Arezzo. L'esordio arriva il 7 febbraio successivo in occasione della sconfitta esterna, per 2-0, contro il Pisa. La prima rete arriva il 9 aprile in occasione della trasferta persa, per 3-2, contro la Lupa Roma. Conclude il prestito totalizzando 11 presenze e 1 rete.
Il 31 gennaio 2017 viene ufficializzato il suo passaggio al Cosenza, con un contratto fino al 30 giugno 2019.
Da febbraio a giugno con la squadra calabrese sigla 6 gol, 5 nelle 15 partite di campionato più un'importantissima rete a Matera nel corso dei playoff, che regala il passaggio del turno ai silani.
Nel turno successivo però i cosentini vedranno sfumare le loro speranze di promozione, sconfitti dalla formazione friulana del Pordenone. Il 26 gennaio 2018 viene ceduto, in prestito, al Monza in Serie C.
Nell'estate del 2018 passa al Monopoli dove disputa una buona prima stagione. Nella successiva trova poco spazio e nel gennaio 2020 passa al Rimini, sempre in terza serie. Nel ottobre 2020 si trasferisce alla Paganese. Per la stagione successiva si accorda con la Sambenedettese, militante in Serie D, ma dopo 3 mesi viene ceduto al Ravenna dove terminerà la stagione. Il primo luglio 2024 firma con la LUISS militante in Eccellenza.

## Statistiche

### Presenze e reti nei club
| Stagione           | Squadra            | Campionato         | Campionato | Campionato | Coppe nazionali | Coppe nazionali | Coppe nazionali | Coppe continentali | Coppe continentali | Coppe continentali | Altre coppe | Altre coppe | Altre coppe | Totale | Totale |
| Stagione           | Squadra            | Comp               | Pres       | Reti       | Comp            | Pres            | Reti            | Comp               | Pres               | Reti               | Comp        | Pres        | Reti        | Pres   | Reti   |
| ------------------ | ------------------ | ------------------ | ---------- | ---------- | --------------- | --------------- | --------------- | ------------------ | ------------------ | ------------------ | ----------- | ----------- | ----------- | ------ | ------ |
| 2008-2009          | Lazio              | A                  | 4          | 0          | CI              | 0               | 0               | -                  | -                  | -                  | -           | -           | -           | 4      | 0      |
| 2009-2010          | Crotone            | B                  | 22         | 2          | CI              | 1               | 0               | -                  | -                  | -                  | -           | -           | -           | 23     | 2      |
| 2010-2011          | Ascoli             | B                  | 24         | 3          | CI              | 2               | 1               | -                  | -                  | -                  | -           | -           | -           | 26     | 4      |
| 2011-2012          | Gubbio             | B                  | 13         | 2          | CI              | 3               | 0               | -                  | -                  | -                  | -           | -           | -           | 16     | 2      |
| gen.-giu.2012      | Taranto            | 1D                 | 7          | 0          | CI+CI-LP        | -               | -               | -                  | -                  | -                  | -           | -           | -           | 7      | 0      |
| Totale Lazio       | Totale Lazio       | Totale Lazio       | 4          | 0          |                 | -               | -               |                    | -                  | -                  |             | -           | -           | 4      | 0      |
| 2012-2013          | Como               | 1D                 | 16         | 6          | CI-LP           | -               | -               | -                  | -                  | -                  | -           | -           | -           | 16     | 6      |
| 2013-2014          | Salernitana        | 1D                 | 21+1       | 8          | CI+CI-LP        | 0+4             | 1               | -                  | -                  | -                  | -           | -           | -           | 26     | 9      |
| 2014-2015          | Salernitana        | LP                 | 27         | 5          | CI+CI-LP        | 1+2             | 0               | -                  | -                  | -                  | -           | -           | -           | 30     | 5      |
| Totale Salernitana | Totale Salernitana | Totale Salernitana | 48+1       | 13         |                 | 7               | 1               |                    | -                  | -                  |             | -           | -           | 56     | 14     |
| 2015-2016          | Siena              | LP                 | 17         | 4          | CI-LP           | 3               | 1               | -                  | -                  | -                  | -           | -           | -           | 20     | 5      |
| gen.-giu.2016      | Arezzo             | LP                 | 11         | 1          | CI+CI-LP        | -               | -               | -                  | -                  | -                  | -           | -           | -           | 11     | 1      |
| 2016-gen.2017      | Siena              | LP                 | 22         | 4          | CI+CI-LP        | 1+1             | 0               | -                  | -                  | -                  | -           | -           | -           | 24     | 4      |
| Totale Robur Siena | Totale Robur Siena | Totale Robur Siena | 39         | 8          |                 | 5               | 1               |                    | -                  | -                  |             | -           | -           | 44     | 9      |
| gen.-giu.2017      | Cosenza            | LP                 | 15+5       | 5+1        | CI+CI-LP        | -               | -               | -                  | -                  | -                  | -           | -           | -           | 20     | 6      |
| 2017-gen.2018      | Cosenza            | C                  | 19         | 3          | CI+CI-C         | 1+2             | 0               | -                  | -                  | -                  | -           | -           | -           | 22     | 3      |
| Totale Cosenza     | Totale Cosenza     | Totale Cosenza     | 34+5       | 8+1        |                 | 3               | 0               |                    | -                  | -                  |             | -           | -           | 42     | 9      |
| gen.-giu.2018      | Monza              | C                  | 15+1       | 1          | CI-C            | -               | -               | -                  | -                  | -                  | -           | -           | -           | 16     | 1      |
| 2018-2019          | Monopoli           | C                  | 23         | 3          | CI-C            | 1               | 2               | -                  | -                  | -                  | -           | -           | -           | 24     | 5      |
| 2019-gen.2020      | Monopoli           | C                  | 3          | 0          | CI+CI-C         | 3               | 1               | -                  | -                  | -                  | -           | -           | -           | 6      | 1      |
| gen.-giu.2020      | Rimini             | C                  | 6          | 0          | CI-C            | 0               | 0               | -                  | -                  | -                  | -           | -           | -           | 6      | 0      |
| 2020-2021          | Paganese           | C                  | 26+2       | 2          |                 | -               | -               | -                  | -                  | -                  | -           | -           | -           | 28     | 2      |
| 2021-dic. 2021     | Sambenedettese     | D                  | 9          | 0          | CI-D            | 2               | 1               | -                  | -                  | -                  | -           | -           | -           | 11     | 1      |
| dic. 2021-2022     | Ravenna            | D                  | 21+2       | 1          | CI-D            | 0               | 0               | -                  | -                  | -                  | -           | -           | -           | 23     | 1      |
| Totale carriera    | Totale carriera    | Totale carriera    | 332        | 51         |                 | 27              | 7               |                    | -                  | -                  |             | -           | -           | 359    | 58     |

## Palmarès
- Coppa Italia: 1

Lazio: 2008-2009
- Coppa Italia Lega Pro: 1

Salernitana: 2013-2014